# Храм Каши Вишванатх

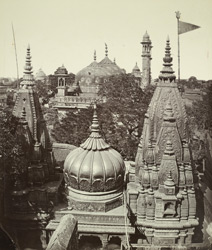
Храм Каши Вишванатх. 1905 год

Храм Каши Вишванатх или Каши Вишванатх мандир — один из наиболее известных индуистских храмов, посвящённый Шиве и находящийся в священном городе Варанаси, Индия. Храм стоит на западном берегу священной для индусов реки Ганг, и здесь находится один из 12 джьотирлингамов. Главное божество известно как Вишванатх или Вишвешвара, что значит «Владыка сущего». Храмовый город также известен как Каши, отсюда название храма — Каши Вишванатх. За свой 15,5-метровый золотой шпиль храм иногда называют Золотым храмом.
Храм занимает значительную нишу в шиваистском культе и философии. Он разрушался и перестраивался много раз. Первое упоминание о шиваистском храме на этом месте содержится в «Сканда-пуране». Современная планировка, как считается, была создана в 1780 году королевой Ахильябаи Холкарой из Индаура. Шпиль и само здание храма покрыты тонной золота, которую даровал Ранджит Сингх, махараджа Пенджаба. Начиная с 1983 года храмом заведует администрация штата Уттар-Прадеш.
Сам храмовый комплекс состоит из серий более мелких храмов, расположенных возле реки в маленьком проходе, известном как Вишванатха Галли. Главный же объект почитания, джьотирлингам, размещается на серебряном алтаре и составляет в высоту 60 см и 90 см по окружности. В комплексе есть мелкие храмы для Дхандапани, Авимуктешвары, Винаяки, Вирупакши и других божеств. В храме есть также маленький источник, называемый Джняна-вапи («Источник знания»), и по поверьям сам джьотирлингам когда-то спрятали в этом источнике, чтобы защитить его во время вторжений.
Этот храм широко известен как одно из самых важных мест для индуистского культа, и многие индуистские святые, в том числе Шанкара и Свами Вивекананда, посетили это место. Визит в этот храм и купание в Ганге считаются одними из путей достижения мокши. Поэтому люди со всей Индии стараются посетить это место хотя бы раз в жизни.